# Sergueï Babinov
Temple de la renommée russe : 2014
Sergueï Pantilimonovitch Babinov (en russe : Сергей Пантилимонович Бабинов), né le 11 juillet 1955 à Tcheliabinsk en URSS, est un joueur professionnel russe de hockey sur glace. Il évoluait au poste de défenseur.

## Carrière de joueur
En 1972, il commence sa carrière avec le Traktor Tcheliabinsk dans le championnat d'URSS. En 1977, il intègre l'effectif du CSKA Moscou après une saison avec les Krylia Sovetov. Il remporte neuf titres nationaux avec le club de l'armée. En 1986, il met un terme à sa carrière avec un bilan de 452 matchs en élite et 39 buts.

## Carrière internationale
Il a représenté l'URSS au niveau international. Il compte 162 sélections pour 18 buts entre 1975 et 1984. Il a remporté la médaille d'or aux Jeux olympiques d'hiver de 1976. Il a participé à six éditions des championnats du monde pour un total de quatre médailles d'or, une d'argent et une de bronze.

## Statistiques
Pour les significations des abréviations, voir Statistiques du hockey sur glace.

### En club
| Saison    | Équipe               | Ligue |    | Saison régulière | Saison régulière | Saison régulière | Saison régulière | Saison régulière |   | Séries éliminatoires | Séries éliminatoires | Séries éliminatoires | Séries éliminatoires | Séries éliminatoires |
| Saison    | Équipe               | Ligue | PJ | B                | A                | Pts              | Pun              | PJ               | B | A                    | Pts                  | Pun                  |                      |                      |
| 1972-1973 | Traktor Tcheliabinsk | URSS  | 4  | 0                | 0                | 0                | 2                |                  |   |                      |                      |                      |                      |                      |
| 1973-1974 | Traktor Tcheliabinsk | URSS  | 8  | 0                | 0                | 0                | 8                |                  |   |                      |                      |                      |                      |                      |
| 1974-1975 | Traktor Tcheliabinsk | URSS  | 35 | 5                | 0                | 5                | 35               |                  |   |                      |                      |                      |                      |                      |
| 1975-1976 | Traktor Tcheliabinsk | URSS  | 34 | 0                | 2                | 2                | 18               |                  |   |                      |                      |                      |                      |                      |
| 1976-1977 | Krylia Sovetov       | URSS  | 36 | 4                | 8                | 12               | 26               |                  |   |                      |                      |                      |                      |                      |
| 1977-1978 | CSKA Moscou          | URSS  |    |                  |                  |                  |                  |                  |   |                      |                      |                      |                      |                      |
| 1978-1979 | CSKA Moscou          | URSS  | 41 | 1                | 16               | 17               | 40               |                  |   |                      |                      |                      |                      |                      |
| 1979-1980 | CSKA Moscou          | URSS  | 41 | 9                | 11               | 20               | 31               |                  |   |                      |                      |                      |                      |                      |
| 1980-1981 | CSKA Moscou          | URSS  | 49 | 11               | 14               | 25               | 40               |                  |   |                      |                      |                      |                      |                      |
| 1981-1982 | CSKA Moscou          | URSS  | 47 | 5                | 4                | 9                | 25               |                  |   |                      |                      |                      |                      |                      |
| 1982-1983 | CSKA Moscou          | URSS  | 18 | 1                | 2                | 3                | 8                |                  |   |                      |                      |                      |                      |                      |
| 1983-1984 | CSKA Moscou          | URSS  | 42 | 0                | 10               | 10               | 4                |                  |   |                      |                      |                      |                      |                      |
| 1984-1985 | CSKA Moscou          | URSS  | 28 | 0                | 2                | 2                | 6                |                  |   |                      |                      |                      |                      |                      |
| 1985-1986 | CSKA Moscou          | URSS  | 40 | 1                | 4                | 5                | 8                |                  |   |                      |                      |                      |                      |                      |